# The River (rascacielos)
The River es un rascacielos en construcción en Bangkok, Tailandia.
Situado en la ribera del Río Chao Phraya frente al Hotel Shangri-La, el edificio tendrá una altura de 266 metros y 73 plantas y albergará condominios residenciales.
El proyecto consiste en 2 torres, la Torre A de 73 plantas y la Torre B de 43 plantas, y se convertirá en el segundo edificio más alto de Bangkok cuando se complete.
El promotor de The River es Raimon Land PLC.

## Diseño interior
El diseño interior de The River fue diseñado por J+H Boiffils , una renowned firma de arquitectura y diseño interior de París fundada por los esposos Jacqueline y Henri Boiffils. El trabajo de diseño de J+H Boiffils’  para The River comprende 650 unidades, en 51 tipos, desde pisos de un dormitorio hasta áticos de lujo de cinco dormitorios, en dos torres residenciales de la ribera del Río Chao Phraya en Bangkok.